# کلیر کایوت اورورک
کلیر کایوت اورورک (انگلیسی: Claire Cayot O'Rourke؛ ‏ ۲۳ ژانویهٔ ۱۸۸۵ – ۲۶ ژوئن ۱۹۹۶) سیاستمدار و زن ابرصدساله اهل ایالات متحده آمریکا بود. او نخستین زنی بود که در ایالت کالیفرنیا منصب دولتی داشت. با ۱۱۱ سال سن، او همچنین یکی از مسن‌ترین آمریکایی‌های تاییدشده و مسن‌ترین بازمانده زمین‌لرزه ۱۹۰۶ سان فرانسیسکو بود.

## اوایل زندگی
کلیر کایوت در سال ۱۸۸۵ در لاپورته کالیفرنیا به دنیا آمد. او بزرگ‌ترین فرزند از هفت فرزند فرانسیس «فرانک» کایوت دوم (زادهٔ فرانسه) و همسرش کلیر بود. خانواده کایوت مالک و اداره‌کننده هتل یونیون در لاپورته بودند و فرانک کایوت با انجام امور حساب‌داری برای تعدادی از معادن و مشاغل محلی، درآمد خانواده را بیشتر می‌کرد.
این خانواده به خاطر دوستیِ گاه بحث‌برانگیزشان با مهاجران چینی معروف بودند. هنگامی که در سال ۱۸۸۶، «انجمن ضد چینی معدنچیان» مشاغلی را که کارگران چینی را استخدام می‌کردند، تحریم کرد، فرانک کایوت به دلیل استخدام یک آشپز چینی به لیست تحریم‌شوندگان اضافه شد. خوشبختانه برای خانواده، تحریم محلی ناکارآمد بود زیرا کسب و کار هتل آنها، عمدتاً به درآمد حاصل از سفرهای دوردست با کالسکه بستگی داشت.

## ازدواج و خانواده
کلیر کایوت در سال ۱۹۰۵ با لئونارد اورورک ازدواج کرد و اندکی بعد این زوج به شهر سان فرانسیسکو در شمال کالیفرنیا نقل مکان کردند. اورورک هشت‌ماهه باردار بود و ۲۱ سال سن داشت که زمین‌لرزه ۱۹۰۶ سان فرانسیسکو رخ داد و او را مجبور کرد روزها در چادری در پارک گلدن گیت بخوابد. او طی مصاحبه‌ای با نشریه فدر ریور بولتن گفت:
زمین می‌لرزید و همه چیز در حال سقوط بود. آنها آمدند و همه را وادار کردند که از خانه‌هایشان بیرون بروند. … آنها از خطر آتش‌سوزی می‌ترسیدند. ما نتوانستیم چیزی با خود ببریم. ما هرگز به خانه‌هایمان برنگشتیم. خانه از بین رفته بود. همه چیز از بین رفت.
او یک ماه بعد از این فاجعه، در اوکلند کالیفرنیا پسری به نام فرانسیس لئونارد «تیم» اورورک به دنیا آورد.

## کار در دولت محلی
بلافاصله پس از تولد پسرشان، خانواده به شهرستان پلوماس در ایالت کالیفرنیا بازگشتند و همسرش لئونارد به عنوان خزانه‌دار این شهرستان انتخاب شد.
پس از مرگ شوهرش در سال ۱۹۴۹ میلادی، اورورک شغل او (خزانه‌داری) را بر عهده گرفت.
در سال ۱۹۵۵، در جریان یک طوفان برف، اوروک هنگام عبور از خیابان کوبرن در گوشه یک خیابان اصلی در شهر کوینسی و در نزدیکی دادگاه شهرستان پلوماس با یک خودرو برخورد کرد. او بهبود یافت و پیش از بازنشستگی موقت در سال ۱۹۶۳ در سن ۷۸ سالگی، سه بار مجدد و تنها به سبب شایستگی‌های خودش به مناصب دولتی انتخاب شد.

## دوران بعدی زندگی
کلیر اورورک بعدها و تا زمانی که در سال ۱۹۸۴ در سن ۹۹ سالگی به‌طور دائمی بازنشسته شد، به عنوان مسئول پذیرش در اداره تأمین اجتماعی شهرستان کار می‌کرد. پس از آن، او در کارهای داوطلبانه و خیریه فعال باقی ماند و به عنوان خزانه‌دار برنامهٔ تغذیه شهروندان سالمند کوئینسی فعالیت داشت. او در سال‌های پایانی زندگی‌اش با پسر و عروسش، ادیت، و خواهرش اِوا رابطه‌ای نزدیک داشت و با آنها رفت‌و‌امد می‌کرد.
او به‌مدت ۴۵ سال پس از مرگ همسرش، به تنهایی و مستقل زندگی کرد تا آنکه سرانجام به سبب کهولت سن به خانه سالمندان کوئینسی منتقل شد و تا زمان مرگش در سال ۱۹۹۶ در آنجا زندگی کرد. او در دوران عمر طولانی خود شاهد اختراع خودرو، هواپیما، رادیو، تلویزیون و اینترنت بود.

## بیشتر بخوانید
- 110 Scions of Quigley Family to Fete ‘53 Trek.” Oakland Tribune, August 27, 1953.
- Boquist, Faye. “Former Plumas Treasurer Turns 100-Years-Old.” Indian Valley Record, January 9, 1985.
- Boquist, Faye. “Still Spry at 100.” Reno Gazette Journal, January 17, 1985.
- Duferrena, Carolyn. “Confessions of Red Meat Survivors.” Range Magazine, spring 1993.
- Farkas, Lani Ah Tye. Bury My Bones in America. Nevada City, CA: Carle Mautz Publishing, 1998.
- Frans, Vikki Frans. “Native and Retired County Treasurer Turns 94.” Feather River Bulletin, January 18, 1979.
- Java, Judy. “Town Elder Looks Ahead.” Feather River Bulletin, December 14, 1988.
- Little, Jane Braxton. “Ex-Plumas Treasurer Pauses to Blow Out Candles.” The Sacramento Bee, January 22, 1991.